# Modertrans
Modertrans Poznań is een Pools bedrijf dat gevestigd is in Poznań dat zich bezighoudt met de productie, reparatie en onderhoud van trammaterieel en bussen. Modertrans is onderdeel van het vervoersbedrijf MPK Poznań. Meer dan 200 gerenoveerde, maar ook nieuwe lagevloertrams zijn sinds de oprichting in 2005 aan verschillende Poolse steden en aan de Schöneicher-Rüdersdorfer Straßenbahn geleverd.